# Eleccions generals d'Irlanda del Nord de 2011
Les eleccions generals d'Irlanda del Nord de 2011 es van celebrar el dijous 5 de maig després de la dissolució de l'Assemblea d'Irlanda del Nord la mitjanit del 24 de març de 2011. Foren les quartes eleccions d'aquesta assemblea establida l'any 1998.
Se celebraren el mateix dia que les eleccions locals d'Irlanda del Nord, les eleccions de parlament escocés, les eleccions del parlament gal·lès, les eleccions locals en alguns municipis d'Anglaterra i el referèndum del vot alternatiu del Regne Unit. Com en la resta d'eleccions, aquestes es van dur a terme sota el sistema proporcional del del vot únic transferible. Un total de 218 candidats, incoent-hi 15 independents i amb candidats nominats de 14 partits polítics diferents, van competir en 18 circumscripcions pels 108 escons de la cambra.
Un total de 1.210.009 persones estaven registrades per votar, un increment del 9,2% en comparació a les eleccions de 2007. La participació fou del 55,7%, una minva de set punts percentuals respecte a les eleccions anteriors i una minva de catorze punts respecte a les primeres eleccions de 1998.
Com en les eleccions de 2007, el Partit Unionista Democràtic (DUP) i Sinn Féin (SF) foren els dos partits més votats a l'Assemblea, amb el DUP guanyant 38 escons i Sinn Féin 29 dels 108 escons. El Partit Unionista de l'Ulster (UUP) guanyaren 16 escons, el Partit Socialdemòcrata i Laborista (SDLP) 14 i el Partit de l'Aliança (AP) 8, mentre que tant els Verds com la Veu Unionista Tradicional guanyaren un escó, i un candidat independent aconseguia estar al parlament 
Després d'aquests resultats, Peter Robinson del DUP i Martin McGuinness del Sinn Féin foren nominats i, per tant, reelegits com primer ministre i viceprimer ministre de l'Executiu. L'únic canvi en el govern va ser que l'UUP va perdre un ministeri a favor de l'Aliança.

## Resum

Mapa dels resultats.

Aquestes eleccions foren les primeres després que l'Executiu assumira les competències de seguretat i justícia. A diferència de les eleccions anteriors, aquestes foren poc polèmiques. La participació fou una de les més baixes en tota la història. Tant el Partit Unionista Democràtic com Sinn Féin continuaren guanyant escons, encara que el percentatge de vot del primer va caure lleugerament. El resultat fou un desastre pel Partit Unionista de l'Ulster, que va caure per darrere del Partit Socialdemòcrata i Laborista en les primeres preferències dels votants, encara que aconseguí més escons. La principal caiguda de l'UUP va ser a Belfast on es va veure eclipsat pel Partit de l'Aliança i en un nombre de circumscripcions unionistes considerades, fins al moment, com circumscripcions segures. El resultats també foren pobres pel SDLP, que va perdre dos escons.
El Partit de l'Aliança va tindre uns bons resultats, guanyant un segon escó a Belfast East (el qual un antic membre del Partit Unionista Progressista va perdre i el PUP va fracassar en mantindre), mentre que el percentatge de vot del partit de l'AP va augmentar significativament. La Veu Unionista Tradicional va assegurar-se un escó a North Antrim. Malgrat pedre la meitat de les primeres preferències de vot, els Verds aconseguiren mantindre el seu escó a North Down mentre que l'Aliança pel Poble Abans dels Beneficis va estar a prop d'aconseguir un escó en la circumscripció de Foyle. Només un membre de la nova legislatura era independent, en comparació als 5 independents presents al final de l'anterior.

## Resultats
Com en la legislatura anterior, la força parlamentària del DUP es va reduir en un per la reelecció de Willie Hay com a President de la cambra apartidista.
Les deu posicions ministerials de l'Executiu s'ocuparen d'acord als resultats el 16 de maig seguint la regla D'Hondt de representació proporcional. Així mateix, es reelegiren Peter Robinson (DUP), Martin McGuinness (Sinn Féin) i David Fort (Aliança) com a primer ministre, viceprimer ministre i ministre de justícia respectivament. Així, el nombre total de membres de l'executiu ascendeix a 13, com en la resta de govern nord-irlandesos.
| Partit | Partit                         | Líder             | Líder         | Candidats | Escons  | Canvis | Vots (1a Pref) | % Vots | Canvis | Membres a l'Executiu | Canvis |
| ------ | ------------------------------ | ----------------- | ------------- | --------- | ------- | ------ | -------------- | ------ | ------ | -------------------- | ------ |
|        | DUP                            | Peter Robinson    |               | 44        | 38 (37) | +2     | 198.436        | 29,99% | -0,1%  | 4(5)                 | —      |
|        | Sinn Féin                      | Martin McGuinness |               | 40        | 29      | +1     | 178.222        | 26,93% | +0,7%  | 3(4)                 | —      |
|        | SDLP                           | Margaret Ritchie  |               | 28        | 14      | -2     | 94.286         | 14,25% | -1%    | 1(1)                 | —      |
|        | UUP                            | Tom Elliot        |               | 29        | 16      | -2     | 87.531         | 13,23% | -1,7%  | 1(1)                 | -1     |
|        | AP                             | David Ford        |               | 22        | 8       | +1     | 50.875         | 7,69%  | +2,5%  | 1(2)                 | +1     |
|        | TUV                            | Jim Allister      |               | 12        | 1       | +1     | 16.480         | 2,49%  | N/A    | —                    | —      |
|        | Verds                          | Steven Agnew      | Steven Agnew  | 6         | 1       | —      | 6.031          | 0,91%  | –0,8%  | —                    | —      |
|        | El Poble Abans que el Benefici | N/A               | N/A           | 4         | 0       | —      | 5.438          | 0,82%  | +0,7%  | —                    | —      |
|        | UKIP                           | Nigel Farage      | Nigel Farage  | 6         | 0       | —      | 4.152          | 0,63%  | +0.4%  | —                    | —      |
|        | PUP                            | Brien Ervine      | Brien Ervine  | 1         | 0       | -1     | 1.493          | 0,23%  | –0,4%  | —                    | —      |
|        | BNP                            | Nick Griffin      | Nick Griffin  | 3         | 0       | —      | 1.252          | 0,19%  | N/A    | —                    | —      |
|        | Partit dels Treballadors       | Mick Finnegan     | Mick Finnegan | 4         | 0       | —      | 1.155          | 0,17%  | +0,1%  | —                    | —      |
|        | Partit Socialista              | N/A               | N/A           | 3         | 0       | —      | 819            | 0,12%  | +0,1%  | —                    | —      |
|        | Procapitalisme                 | Charles Smyth     | Charles Smyth | 1         | 0       | —      | 29             | 0%     | 0%     | —                    | —      |
|        | Independents                   | N/A               | N/A           | 15        | 1       | —      | 15.535         | 2,35%  | –0,5%  | —                    | —      |
| Total  | Total                          | Total             | Total         | 218       | 108     |        | 661.734        | 100%   |        | 10(13)               |        |

### Escons per circumscripció[9][10]
| Nombre | Circumscripció             | Candidats | Escons |       |    |      |    |     |     |     |      |
| Nombre | Circumscripció             | Candidats | Escons | Verds | SF | SDLP | AP | UUP | DUP | TUV | Ind. |
| ------ | -------------------------- | --------- | ------ | ----- | -- | ---- | -- | --- | --- | --- | ---- |
| 1      | North Antrim               | 11        | 6      | —     | 1  | —    | —  | 1   | 3   | 1   | —    |
| 2      | East Antrim                | 13        | 6      | —     | 1  | —    | 1  | 1   | 3   | —   | —    |
| 3      | South Antrim               | 10        | 6      | —     | 1  | —    | 1  | 1   | 3   | —   | —    |
| 4      | Belfast North              | 11        | 6      | —     | 2  | 1    | —  | —   | 3   | —   | —    |
| 5      | Belfast West               | 14        | 6      | —     | 5  | 1    | —  | —   | —   | —   | —    |
| 6      | Belfast South              | 14        | 6      | —     | 1  | 2    | 1  | 1   | 1   | —   | —    |
| 7      | Belfast East               | 17        | 6      | —     | —  | —    | 2  | 1   | 3   | —   | —    |
| 8      | North Down                 | 13        | 6      | 1     | —  | —    | 1  | 1   | 3   | —   | —    |
| 9      | Strangford                 | 11        | 6      | —     | —  | —    | 1  | 2   | 3   | —   | —    |
| 10     | Lagan Valley               | 11        | 6      | —     | —  | —    | 1  | 1   | 4   | —   | —    |
| 11     | Upper Bann                 | 12        | 6      | —     | 1  | 1    | —  | 2   | 2   | —   | —    |
| 12     | South Down                 | 11        | 6      | —     | 2  | 2    | —  | 1   | 1   | —   | —    |
| 13     | Newry and Armagh           | 11        | 6      | —     | 3  | 1    | —  | 1   | 1   | —   | —    |
| 14     | Fermanagh and South Tyrone | 11        | 6      | —     | 3  | —    | —  | 1   | 2   | —   | —    |
| 15     | West Tyrone                | 11        | 6      | —     | 3  | 1    | —  | 1   | 1   | —   | —    |
| 16     | Mid Ulster                 | 13        | 6      | —     | 3  | 1    | —  | 1   | 1   | —   | —    |
| 17     | Foyle                      | 12        | 6      | —     | 2  | 3    | —  | —   | 1   | —   | —    |
| 18     | East Londonderry           | 12        | 6      | —     | 1  | 1    | —  | —   | 3   | —   | 1    |
| 18     | Total                      | 218       | 108    | 1     | 29 | 14   | 8  | 16  | 38  | 1   | 1    |

### Percentatge de vot per circumscripció
Els percentatges són el total de primeres preferències que rep els diferents candidats de cada partit a la circumscripció sobre el total de vots vàlids a cada circumscripció.
| Nombre | Circumscripció             |       |       |       |        |       |       |       |      | Altres | Vots totals | Electorat | % Participació |
| Nombre | Circumscripció             | Verds | SF    | SDLP  | AP     | UUP   | DUP   | TUV   | Ind. | Altres | Vots totals | Electorat | % Participació |
| ------ | -------------------------- | ----- | ----- | ----- | ------ | ----- | ----- | ----- | ---- | ------ | ----------- | --------- | -------------- |
| 1      | North Antrim               | —     | 15,3% | 9,1%  | 4,6%   | 11,7% | 47,6% | 11,6% | —    | —      | 40.313      | 74.760    | 54,8%          |
| 2      | East Antrim                | 2,3%  | 8,2%  | 4,6%  | 15,5%  | 16,9% | 46,2% | 4,6%  | 1,8% | —      | 29.023      | 61.617    | 47,8%          |
| 3      | South Antrim               | —     | 14,5% | 10,6% | 14,2%  | 17,8% | 38,2% | 3,4%  | 1,3% | —      | 32.164      | 65.231    | 50,1%          |
| 4      | Belfast North              | —     | 31,9% | 12%   | 6,3%   | 8,2%  | 37,1% | —     | 1%   | 3,5%   | 33.470      | 68.119    | 50,3%          |
| 5      | Belfast West               | —     | 66,1% | 13,2% | 1,1%   | 4,2%  | 7,5%  | —     | 7,6% | 0,4%   | 34.647      | 61.520    | 57,9%          |
| 6      | Belfast South              | 2,8%  | 12,5% | 23,9% | 19,,8% | 13,6% | 24,3% | —     | 3,2% | —      | 32.308      | 62.484    | 52,4%          |
| 7      | Belfast East               | 1,8%  | 3,2%  | 0,8%  | 26,3%  | 9,7%  | 44,1% | 2,2%  | 6,6% | 5,4%   | 32.347      | 61.263    | 53,6%          |
| 8      | North Down                 | 7,9%  | 1%    | 2,7%  | 18,6%  | 10,4% | 44,2% | —     | 2,2% | 13%    | 28.098      | 62.170    | 45,9%          |
| 9      | Strangford                 | —     | 3%    | 8,5%  | 14,4%  | 20,4% | 48,8% | 2,8%  | 2,8% | —      | 29.668      | 62.178    | 48,5%          |
| 10     | Lagan Valley               | 1,7%  | 3,4%  | 6,1%  | 12,4%  | 20,4% | 53,1% | 2,9%  | —    | —      | 35.487      | 67.532    | 53,1%          |
| 11     | Upper Bann                 | —     | 27,2% | 11,4% | 6,5%   | 24,6% | 27,1% | 2,4%  | 0,6% | —      | 42.362      | 77.905    | 55,3%          |
| 12     | South Down                 | 2,7%  | 30,9% | 35,8% | 2,1%   | 10,6% | 12,5% | —     | 5,6% | —      | 41.726      | 73.240    | 58,1%          |
| 13     | Newry and Armagh           | —     | 40,8% | 23,5% | 1,6%   | 18,7% | 13,1% | 1,8%  | 0,2% | 0,2%   | 46.514      | 77.544    | 61,3%          |
| 14     | Fermanagh and South Tyrone | —     | 40,3% | 9,6%  | 1,8%   | 19,3% | 24,4% | 2,6%  | —    | 2,1%   | 47.999      | 70.985    | 69,0%          |
| 15     | West Tyrone                | —     | 50,2% | 8,6%  | 2,2%   | 10,3% | 23,1% | —     | —    | 5,7%   | 39.303      | 62.970    | 64,0%          |
| 16     | Mid Ulster                 | —     | 49,2% | 14,7% | 0,9%   | 10,3% | 16,7% | 4,6%  | 0,6% | 2,7%   | 42.738      | 66.602    | 65,3%          |
| 17     | Foyle                      | —     | 34%   | 35,3% | 0,9%   | —     | 18,4% | —     | 8%   | 3,4%   | 38.847      | 68.663    | 56,6%          |
| 18     | East Londonderry           | —     | 21,1% | 14,9% | 5,5%   | 8,4%  | 36,9% | 4,5%  | 8,6% |        | 34.722      | 65.226    | 54,1%          |
| 18     | Total                      | 0,9%  | 26,9% | 14,2% | 7,7%   | 13,2% | 30%   | 2,5%  | 2,2% | 2,3%   | 661.736     | 1.210.009 | 55,6%          |